# Xavier Jiménez Santafé
Xavier Jiménez Santafé, més conegut com a Xavi Jiménez, (Santa Coloma de Gramenet, 21 de gener de 1979) és un exfutbolista català que jugava de migcampista. El seu últim equip va ser la Unió Esportiva Sant Andreu.

## Carrera esportiva
El seu primer equip com a professional va ser la UDA Gramenet en 1998.
En 1999 va fitxar pel Vila-real CF de la Segona Divisió, amb el qual aquesta mateixa temporada va ascendir a Primera Divisió. No obstant això, en la temporada 2000-01 el Vila-real ho va cedir a l'Elx, de la Segona Divisió.
En 2001 va fitxar pel CD Onda de la Segona Divisió B. En 2002 va tornar al Gramenet on va romandre fins a 2004, quan va fitxar pel Recreativo de Huelva.
Amb el Recreativo va disputar 65 partits i va jugar 7 partits entre 2004 i 2006, aconseguint amb el Recreativo l'ascens a Primera Divisió. Durant la temporada 2006-07, no obstant això, va estar cedit al Ciutat de Múrcia, també de Segona Divisió.
En 2007 va fitxar per l'Albacete Balompié de la Segona Divisió, club en el qual va romandre fins a 2009, amb el qual va jugar 52 partits i va marcar tres gols.
Després de deixar l'Albacete va passar per la Unió Esportiva Lleida i per la Unió Esportiva Sant Andreu, amb tots dos equips en Segona B, abans de retirar-se.